# 拉尔夫·布鲁姆
拉尔夫·布鲁姆（英語：Ralph Broome，1889年7月5日—1985年1月25日），英国男子雪车运动员。他曾代表英国参加1924年冬季奥林匹克运动会雪车比赛，联同托马斯·阿诺德、亚历山大·理查森和Rodney Soher获得男子四人银牌。